# Ramphis ibericus
Ramphis ibericus ist ein Schmetterling (Nachtfalter) aus der Familie der Prachtfalter (Cosmopterigidae).

## Merkmale
Die Falter erreichen eine Flügelspannweite von 7 bis 11 Millimeter. Der Kopf glänzt weiß. Die Fühler glänzen dunkelbraun und sind in den ersten beiden Dritteln weiß geringelt. Im letzten Drittel befinden sich fünf weiße Segmente. Thorax und Tegulae sind dunkelbraun und schimmern golden. Der Thorax hat in der Mitte einen breiten, glänzend weißen Strich. Die Vorderflügel glänzen dunkelbraun und glitzern golden. In der Nähe der Flügelbasis befindet sich ein weißer, sehr schräg nach außen verlaufender Costalstrich. Ein weiterer befindet sich vor der halben Vorderflügellänge. Ein weißer, mit silbrigen Schuppen umrandeter Costalfleck liegt bei drei Viertel der Vorderflügellänge. Eine weiße Dorsallinie reicht von der Flügelbasis bis zu einem Drittel der Flügellänge. Zur Vorderflügelzeichnung gehören auch vier erhabene, silbrige Flecke. Der erste befindet sich auf der Analfalte unterhalb des zweiten Costalstrichs. Der zweite liegt am Flügelinnenrand und ist gleich weit vom zweiten Costalstrich und vom Costalfleck entfernt. Der dritte liegt am Innenwinkel, der vierte Fleck befindet sich am Apex. Am Apex befinden sich zwischen dem Costalfleck und dem Fleck am Innenwinkel einige kleine, silbrige Striche. Die Fransenschuppen sind braun. Die Hinterflügel glänzen hellgrau und sind in Richtung der Flügelspitze bräunlicher. Die Fransenschuppen sind gräulich braun. Die ersten drei Segmente des Abdomens sind ockergrau, die übrigen Segmente glänzen grau. Bei einigen Exemplaren ist die erhabene silbrige Zeichnung auf dem Vorderflügel golden getönt.
Bei den Männchen verjüngen sich die Brachia distal und haben eine scharfe Spitze. Die Valven sind parallelwandig und sehr schmal. Sie sind kürzer als der Aedeagus. Die rechte Valvella ist 2/3 so lang wie der distale Teil des Aedeagus und distal rundlich. Die linke Valvella ist stark reduziert. Der Aedeagus hat einen bauchigen basalen Teil und einen markanten Coecum penis. Distal ist er leicht gekrümmt und verjüngt sich zu einer scharfen Spitze.
Bei den Weibchen ist das 8. Segment bandförmig sklerotisiert. Die Antevaginalplatte ist undeutlich und sackförmig. Sie hat halbrunde oder gekrümmte, schwach sklerotisierte Leisten und an der Seite Stachelreihen. Das hintere Ende des 7. Sternits ist konkav und unregelmäßig dreieckig sklerotisiert. Der Ductus bursae ist schmal und kürzer als das Corpus bursae. Das Corpus bursae ist länglich und mit zwei großen trichterförmigen Signa versehen.

## Verbreitung
Ramphis ibericus ist in Spanien verbreitet.

## Biologie
Die Biologie der Art ist unbekannt. Falter wurden im Juni und im Juli gesammelt.

## Belege
1. 1 2 3 4 5  J. C. Koster, S. Yu. Sinev: Momphidae, Batrachedridae, Stathmopodidae, Agonoxenidae, Cosmopterigidae, Chrysopeleiidae. In: P. Huemer, O. Karsholt, L. Lyneborg (Hrsg.): Microlepidoptera of Europe. 1. Auflage. Band 5. Apollo Books, Stenstrup 2003, ISBN 87-88757-66-8, S. 163 (englisch).
2. ↑  Ramphis ibericus bei Fauna Europaea. Abgerufen am 13. März 2012